# Faster Pussycat
A Faster Pussycat amerikai glam metal/hard rock/heavy metal/indusztriális rock együttes. 1985-ben alakultak meg Los Angelesben. Pályafutásuk csúcspontja a nyolcvanas években volt.
Nevüket az 1965-ös Faster, Pussycat! Kill! Kill! című filmről kapták. 1993-ban feloszlottak, de 2001 óta megint együtt vannak.
Kelly Nickels hamar kiszállt a zenekarból, már az első albumuk rögzítése előtt, mivel eltörte a lábát. Helyére Eric Stacy került. Ez volt a "klasszikus" felállás.
Leghíresebb számaik a "Bathroom Wall" és a "House of Pain". 2006-2007 táján Muscat, Stacy, Bradshaw, Kurt Frohlich a "The Underground Rebels"-ből, illetve Todd Kerns a Sin City Sinners-ből, összeálltak zenélni, Faster Pussycat néven. Ez az "új" felállás. Azonban a név miatt egy kis vita is támadt, Muscat le is védette a nevet.

## Tagok
- Taime Downe – ének, gitár, programozás, harmonika, tamburin (1985-1993, 2001-)
- Xristian Simon – gitár (2001-)
- Danny Nordahl – basszusgitár (2001-)
- Chad Stewart – dob, ütős hangszerek (2001-)
- Ace von Johnson – gitár (2010-)

## Korábbi tagok
- Brent Muscat – gitár, akusztikus gitár, szitár, ütős hangszerek, vokál (1985-1993, 2001-2005)
- Greg Steele – gitár, akusztikus gitár, mandolin, billentyűk, vokál (1985-1993, 2001)
- Mark Michaels – dob, ütős hangszerek, vokál (1985-1990)
- Walt Adams – basszusgitár (1985)
- Kelly Nickels – basszusgitár (1985-1987)
- Eric Stacy – basszusgitár, vokál (1987-1993)
- Brett Bradshaw – dob, ütős hangszerek, vokál (1990-1993)
- Aaron Abellira – basszusgitár (1993)
- Michael Thomas – gitár (2005-2010)
- Dish – dob, ütős hangszerek (2005)

## Diszkográfia
- Faster Pussycat (1987)
- Wake Me When It's Over (1989)
- Whipped! (1992)
- The Power and the Glory Hole (2006)